# Vissen (astrologie)

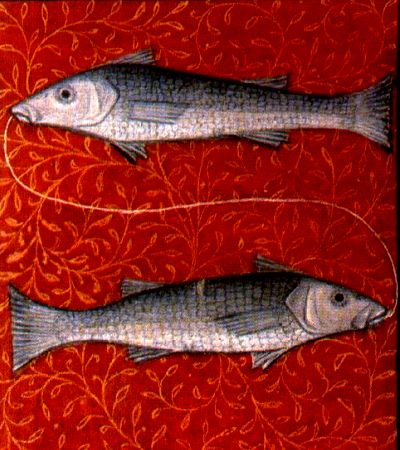
Vissen (Pisces)

Het astrologisch symbool voor Vissen.

Vissen is het astrologisch teken van mensen geboren tussen ca. 19 februari en ca. 20 maart. Het is het 12e en laatste teken van de dierenriem, oorspronkelijk verbonden met het gelijknamige sterrenbeeld.
Dit teken correspondeert met een deel van de ecliptica vanaf 330 graden tot 30 booggraden verder (het lentepunt), gezien vanuit de aarde. Als laatste teken van de dierenriem wordt het geassocieerd met het element Water. Samen met Tweelingen, Maagd en Boogschutter is het een van de 4 'beweeglijke tekens'. Het is ook een vrouwelijk, negatief, introvert teken. De traditionele heerser van Vissen is Jupiter, en Neptunus is daar na zijn ontdekking als medeheerser bij gekomen. Volgens Claudius Ptolemaeus en zijn Tetrabiblos wordt het eerste decanaat van Vissen (0-10°) geregeerd door Saturnus, het tweede decanaat (10-20°) door Jupiter en het derde (20-30°) door Mars, wat de typologie bij de gewone zonnetekenastrologie verder kan verfijnen: 36 in plaats van 12 typen persoonlijkheden.

## Toelichting bij 'zonnetekens'
Als iemand naar je 'zonneteken' of 'sterrenbeeld' vraagt, heeft dat in de astrologie betrekking op de plaats van de Zon tijdens je geboorte. De westerse astrologie gebruikt bij de duiding van gebeurtenissen twaalf 'partjes' van de baan die de zon in de loop van het jaar schijnbaar langs de hemel maakt. Die partjes zijn de zonnetekens of kortweg: de tekens, te beginnen vanaf Ram bij het lentepunt. 'Sterrenbeelden' zijn eigenlijk de astronomische constellaties aan de hemel, en die komen niet meer overeen met de 12 sectoren die de astrologie gebruikt. Sommige astrologen maken uitsluitend gebruik van deze zonnepositie, zoals 'Zon in Ram of 'Zon in Weegschaal' om er een horoscoop mee te maken. Deze astrologierubriekjes die in tijdschriften verschijnen werken met een bijzonder gereduceerde methode en worden door de meeste astrologen niet serieus genomen.

## Mythologie
Een van de bekendste verhalen over de mythologische achtergrond van de Vissen gaat over Aphrodite en Eros. Volgens dit verhaal ontsnapten Aphrodite en haar zoon Eros aan een monsterlijke orkaan door zichzelf in vissen te veranderen en zich onder water te verbergen. Als vissen bonden ze hun staarten aan elkaar met een koord zodat ze elkaar niet kwijt konden raken. Om deze reden wordt dit sterrenbeeld vaak afgebeeld als twee vissen die in tegenovergestelde richting zwemmen, maar via een koord aan hun staarten met elkaar verbonden zijn.
Als sterrenbeeld wordt Vissen doorgaans geassocieerd met vrouwelijke godheden.

## Popastrologie
Popastrologen schrijven doorgaans de volgende kenmerken toe aan mensen met Vissen als teken: beïnvloedbaar, zachtaardig, goedgehumeurd, rustig in de omgang, aardig, sympathiek, gevoelig, niet echt praktisch, dromerig, instinctief / intuïtief, fantasierijk / artistiek, veelzijdig, naïef / makkelijk te verleiden, spiritueel, ontsnappingsartiest, onbaatzuchtig.
Dergelijke 'eigenschappen' kunnen in uitgebreidere vormen van astrologie worden afgewogen aan de rest van de horoscoop. Staan er bijvoorbeeld behalve de Zon geen planeten in Vissen, dan zullen deze kenmerken zich - volgens sommige astrologen - niet erg manifesteren. Zo zal iemand met de Zon in Vissen, maar met Mars in het ascendantteken en meerdere planeten in Ram eerder kenmerken vertonen van een Ram. Naarmate er meer elementen worden betrokken bij de analyse, zal de duiding dus aanzienlijk verfijnder zijn dan wat uit 'Zon in Vissen' kan worden afgeleid. 

## Compatibele tekens
De tak van de astrologie die zich bezighoudt met de grondige analyse van horoscopen van partners heet synastrie. Hierbij worden de horoscopen met allerlei technieken met elkaar vergeleken. In de zonnetekenastrologie (popastrologie) zoals hier besproken worden echter meer algemene beweringen gedaan op grond van de plaats van de Zon bij beide partners:
Het teken Vissen wordt astrologisch compatibel geacht met de andere watertekens Kreeft en Schorpioen. Vanwege het gunstige sextiel (afstand van 60 graden) dat deze tekens van Vissen scheidt, beschouwen astrologen uit populaire astrologierubriekjes Stier en Steenbok als potentieel een goede partner voor Vissen, maar eigenlijk kun je volgens de klassieke regels van de Westerse astrologie hoogstens zeggen dat deze tekens (dus niet de personen) compatibel zijn en dat bij partnerkeuze alle andere factoren in de horoscoop in overweging moeten genomen worden.